# St. Martinus (Barmen)

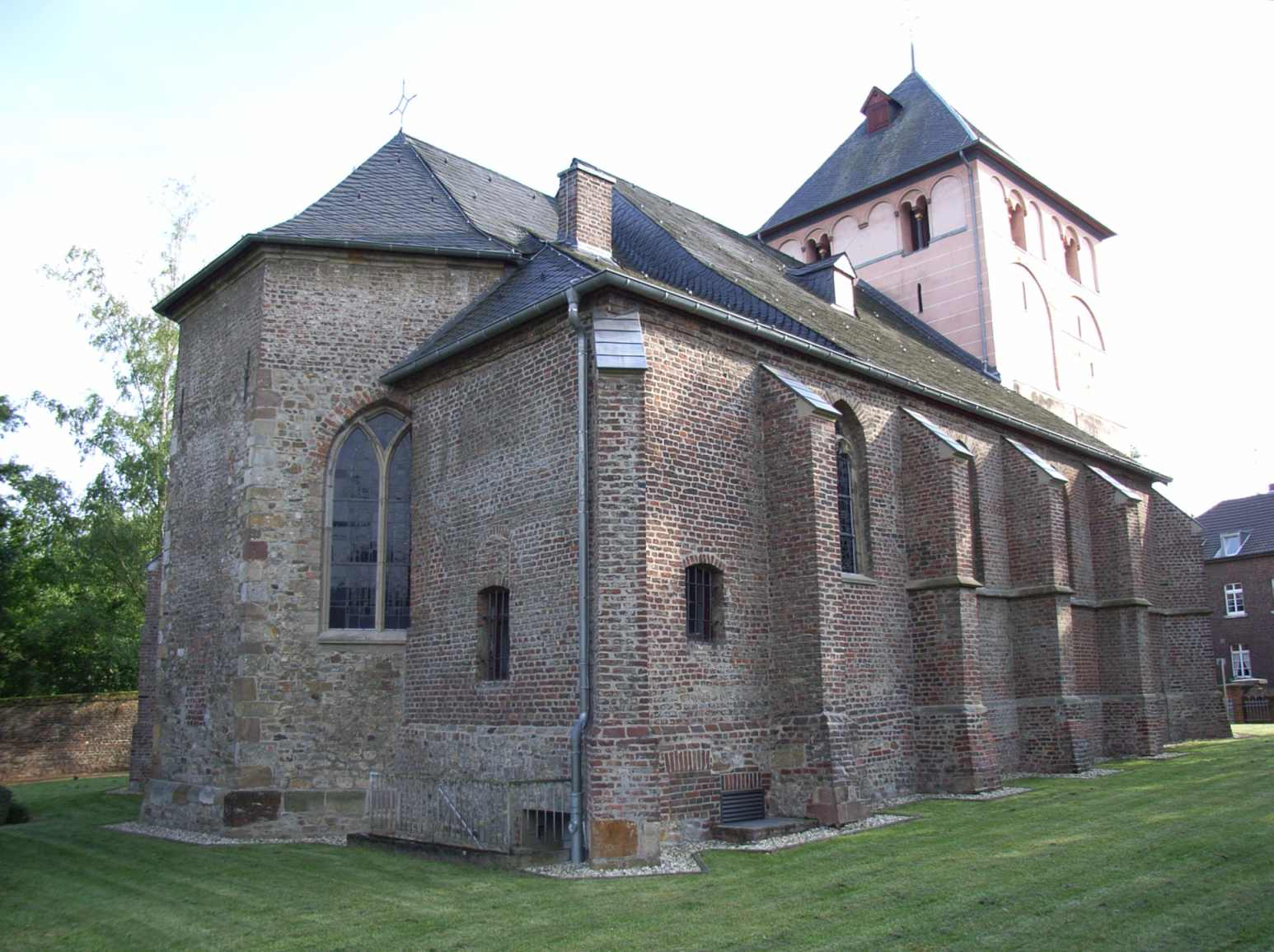
St. Martinus in Barmen

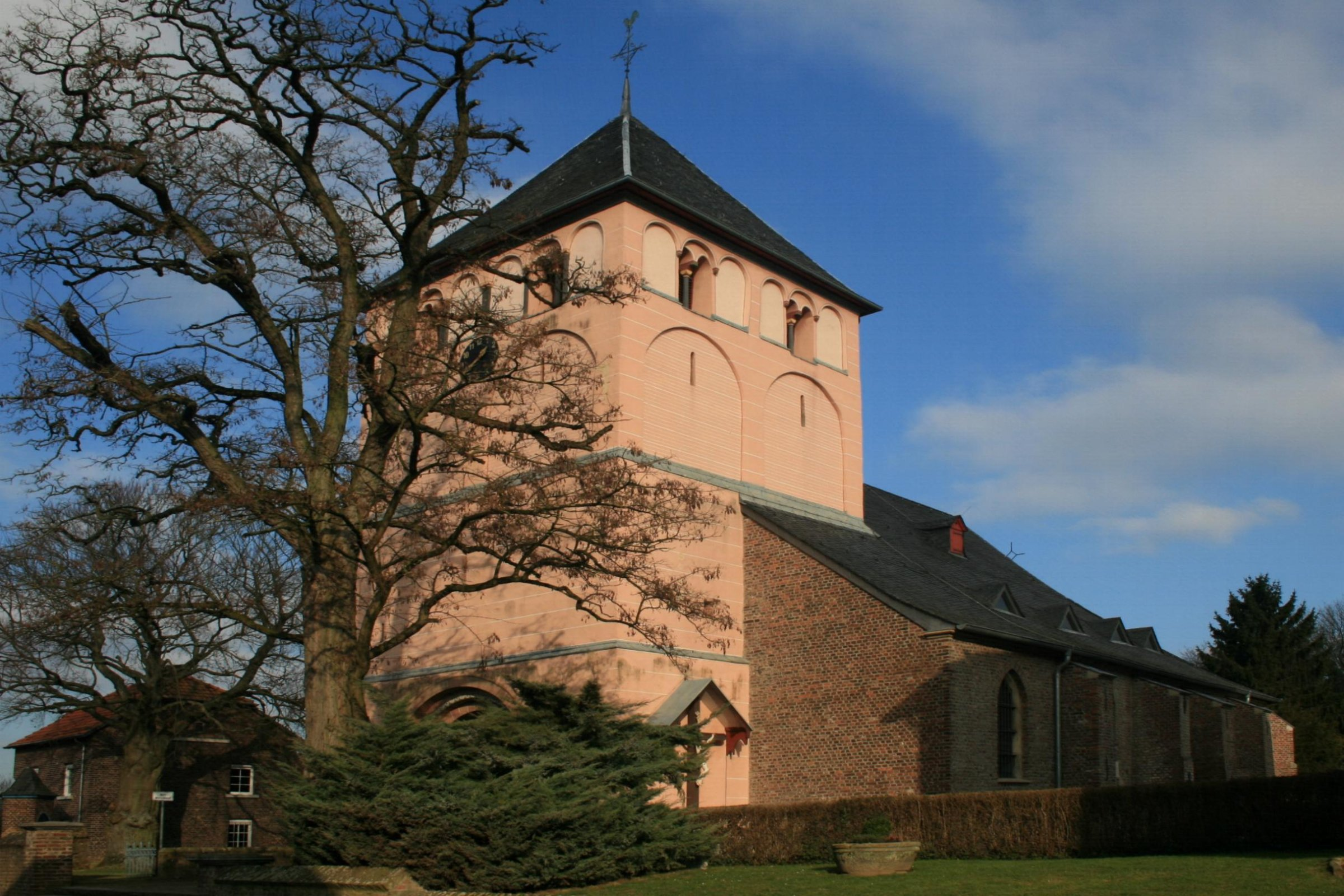
Glockenturm

St. Martinus ist die römisch-katholische Filialkirche des Jülicher Stadtteils Barmen im Kreis Düren in Nordrhein-Westfalen.
Das Bauwerk ist unter Nummer 66 in die Denkmalliste der Stadt Jülich eingetragen.

## Geschichte

### Allgemeines
Im Liber valoris aus der Zeit um 1300 wird die Barmener Kirche bereits aufgeführt. Zu dieser Zeit war Barmen auch vermutlich schon eigenständige Pfarrei. Diese Pfarre existierte bis zum 31. Dezember 2012. Am 1. Januar 2013 wurde die ehemalige Pfarre mit 13 weiteren ehemaligen Pfarreien zur neuen Großpfarre Heilig Geist Jülich fusioniert.

### Kirchengebäude
Der älteste Teil der St. Martinus-Kirche ist der romanische Glockenturm aus der Mitte des 12. Jahrhunderts. Vermutlich war an den Turm eine einfache romanische Saalkirche angebaut, über die jedoch nichts weiteres bekannt ist. Im 15. Jahrhundert wurde das heutige nördliche Seitenschiff und das Mittelschiff mit dreiseitig geschlossenem Chor als Ersatz für das romanische Gotteshaus errichtet. Im 16. Jahrhundert wurde schließlich auch das südliche Seitenschiff angebaut. Dadurch war eine dreischiffige, spätgotische Anlage entstanden.

## Architektur
St. Martinus ist eine dreischiffige romanisch-spätgotische Stufenhallenkirche mit vier Jochen und einem dreiseitig geschlossenem Chor. Dem Langhaus vorgebaut ist ein viergeschossiger romanischer Westturm aus Tuff- und Bruchsteinmauerwerk. Im Unteren Geschoss befindet sich an der Westseite das Hauptportal. Die beiden oberen Geschosse sind durch Lisenen gegliedert. Das gotische Langhaus und der Chor bestehen aus Ziegelmauerwerk. An der Ostseite des nördlichen Seitenschiffs ist eine Sakristei angebaut. Lediglich die beiden Chorfenster besitzen ein zweibahniges Maßwerk. Das Langhaus ist mit einem Kreuzrippengewölbe überwölbt und der Chor mit einem Sterngewölbe. Insgesamt ist der Bau 18,60 Meter lang und 15,50 Meter breit.

## Ausstattung
Im Innenraum befindet sich der einzige Apostelbalken im Rheinland. Er stammt aus dem Jahr 1545, ist 6,40 m breit, 42 cm hoch und stellt alle 12 Apostel dar. Über diesem Balken hängt ein Triumphkreuz aus der 2. Hälfte des 15. Jahrhunderts. Auch befindet sich in der Kirche ein Antwerpener Retabel, der sogenannte Bitterleidensaltar aus dem Jahr 1520, er dient als Hochaltar. Zur damaligen Zeit gab es viele solcher Altäre in der Umgebung von Jülich, jedoch sind nicht alle erhalten. 1880 wurde der Altar restauriert, wobei noch ein Sockel und ein Tabernakel hinzugefügt worden sind. Im rechten Seitenschiff befindet sich ein barocker um 1700 geschaffener Marienaltar, dessen Muttergottesfigur aber erst aus dem Jahr 1863 stammt. Aus der Mitte des 18. Jahrhunderts stammt die Rokoko-Kanzel. Der barocke Taufstein aus Marmor ist eine Arbeit des 17. Jahrhunderts.
Die alten Buntglasfenster sind nicht mehr vorhanden. Die neuen wurden 1964 von Josef Höttges entworfen und in der Glasmalerei Oidtmann in Linnich angefertigt. Die Fenster thematisieren die 7 Schmerzen Mariens. Im Kirchenschiff befinden sich außerdem noch eine gotische Antoniusfigur und einige alte Grabplatten aus dem 17. Jahrhundert. Die Deckenmalereien im rechten Seitenschiff entstanden wohl im 16. Jahrhundert.

## Glocken
Vom mittelalterlichen Geläut goss Kölner Glockengießer Christian Kloit 1439 die beiden größeren Glocken. Die dritte und zugleich kleinste, eine Zuckerhutglocke, stammt aus der Zeit um 1150 und wird als Sterbeglocke und als Viertelstundenschlagglocke verwendet. Die Glocken wurden 1985 saniert. Dabei wurden neue Joche, Klöppel und Motoren eingebaut. Der etwa 7 m hohe Glockenstuhl stammt vermutlich noch aus dem 15. Jahrhundert. Die beiden Glocken von 1439 erklingen regelmäßig zu den Gottesdiensten. Die Glocken wurden zusammen mit dem Kirchturm saniert. Dieser wurde neu verputzt und neu gedeckt. Bis zum Jahr 1985 wurden die Glocken noch von Hand geläutet.
| Nr. | Name         | Durchmesser (mm) | Masse (kg, ca.) | Schlagton (HT-1/16) | Gießer                | Gussjahr |
| 1   | Martin       | 1.065            | 730             | g' +2               | Christian Kloit, Köln | 1439     |
| 2   | Maria        | 960              | 570             | as' +4              | Christian Kloit, Köln | 1439     |
| 3   | Sterbeglocke | 630              | 146             | g" +7               | -                     | um 1200  |

## Pfarrer
Folgende Priester wirkten bis zur Auflösung der Pfarre 2013 als Pastor an St. Martinus:
| von – bis | Name                   |
| --------- | ---------------------- |
| 1916–1931 | Ferdinand Hagen        |
| 1931–1935 | Johannes Zimmermann    |
| 1935–1946 | Josef Außem            |
| 1946–1958 | Robert Wirtz           |
| 1958–1970 | P. Hermann Jasper OSFS |
| 1970–1990 | P. Otto Meier OSFS     |
| 1991–2002 | P. Hans Wessling OSFS  |
| 2002–2012 | Heinrich Bongard       |